# Thecla binangula
Thecla binangula är en fjärilsart som beskrevs av William Schaus 1902. Thecla binangula ingår i släktet Thecla och familjen juvelvingar. Inga underarter finns listade i Catalogue of Life.